# George Noel Gordon Byron
George Noel Gordon Byron, šesti baron Byron Rochdaleski (tudi lord Byron), angleški pesnik, * 22. januar 1788, London, † 19. april 1824, Mesolóngi, Grčija.
Kot pesnik se je proslavil z deli Romanje grofiča Harolda in Don Juan (nedokončan), sicer pa je najvidnejša osebnost angleške romantike. Njegova življenjska pot je bila polna ljubezenskih avantur z ženskami in moškimi, ločitev, ekstravagantnih popotovanj, zadolženosti in obtožb incesta. Njegovo zadnje potovanje ga je peljalo v Grčijo, kjer se je v vojni za neodvisnost boril na grški strani. Umrl je za vročico. 
Njegov edini zakonski otrok je bila Ada Lovelace, pionirka računalništva.
Po njem so poimenovali asteroid 3306 Byron.

## Ime
Byron se je rodil v Londonu kot sin kapitana Johna »norega Jacka« Byrona in njegove druge žene, Catherine Gordon, dedinje Gight v Aberdeenshire-u na Škotskem. Njegov ded po očetovi strani je bil podadmiral John Byron, ki je obplul svet. Je tudi daljni potomec angleškega kralja Edvarda III. 

## Zgodnje življenje
Rodil se je z deformacijo desnega stopala, zaradi česar je šepal celo življenje; to ga je globoko zaznamovalo, čutil se je ponižanega, poleg tega pa je vedel, da bi se lahko ob primerni oskrbi v otroštvu znebil tega pečata. Krščen je bil kot George Gordon po svojem starem očetu po materini strani, potomcu kralja Jamesa I. Njegov ded je naredil samomor leta 1779. Byronova mati je morala prodati njegovo posestvo, da je lahko odplačala očetove dolgove. John Byron se je morebiti poročil s Catherine le zaradi njenega denarja in jo je kasneje zapustil, ko je zakockal večino premoženja. Catherine se je s sinom kratko zatem preselila nazaj na Škotsko. 21 Maj 1798 je s smrtjo svojega starega strica postal šesti baron Byron in podedoval posestvo v Newstead Abbey-u v Nottinghamshire-u v Angliji. Tam je živel v presledkih, saj so s posestvom v času njegove mladoletnosti upravljali drugi. 
Izobraževal se je na aberdeenški gimnaziji in kasneje na privatni šoli v Harrowu. Leta 1805 je bil sprejet na Trinity College v Cambridgeu. Kadar ni bil na fakulteti, je živel z materjo v Southwellu. Tam je spoznal in postal dober prijatej z Elizabeth Pigot in njenim bratom Johnom, s katerim sta uprizorila dve kratki igri. V tem času je napisal tudi prve pesmi. Ubežnikova dela je bila prva zbirka, ki je vsebovala nekaj pesmi, ki jih je napisal pri štirinajstih. Kasneje je izdal še nekaj zgodnjih zbirk kot Pesmi ob različnih priložnostih in Ure brezdelja. V času njegovega šolanja na Trinity college-u se je kratko, a globoko zaljubil v Johna Edlestona, dečka iz zbora. O njem je napisal: Bil je moja stalna družba od oktrobra 1805, ko sem vstopil v Trinity college. Njegov glas je pritegnil mojo pozornost, njegov izgled jo je obdržal in njegove manire so me pritrdile nanj za vedno.« Kmalu je John preminil in ko je Byron zvedel za njegovo smrt, je napisal: »Zvedel sem za smrt, ki me je presunila bolj kot katerakoli druga, tistega, ki sem ga ljubil bolj kot kateregakoli drugega, tistega, ki sem ga ljubil bolj kot katerokoli drugo živo stvar, in tistega, za katerega verjamem, da me je ljubil do zadnjega. V njegov spomin je spesnil Thyrzo, serijo žalostink, v katerih je spremenil moške zaimke v ženske, da ne bi spodbujal nespodobnosti.

## Potovanja na vzhod
Med 1809 in 1811 se je odpravil na popotovanje, takrat običajnim za mlade plemiče. Napoleonove vojne so ga prisilile, da se je izognil večini evropskih držav in se namesto tega usmeril na Mediteran. Iz njegovih pisem prijateljem na Cambridgeu je tudi razvidno, da je v Sredozemlju upal na homoseksualne izkušnje. Potoval je iz Anglije čez Španijo v Albanijo in preživel večino časa tam in pa v Atenah. V Atenah se je zapletel v razmerje z Nicolòm Giraudom, fantom, starim 15 ali 16 let, ki ga je učil italijanščine. Iz hvaležnosti za njegovo ljubezen mu je Byron plačal šolanje v samostanu na Malti  in mu v oporoki zapustil sedem tisoč šterlingov – dvakrat več, kot je kasneje potrošil za pomoč grški mornarici. Večino njegovega potovanja ga je spremljal prijatelj John Cam Hobhouse. Na tem potovanju sta bila napisana prva dva speva njegovega epa Romanje grofiča Harolda, vendar so bili nekateri motivi, predvsem homoseksualni, izločeni iz končne različice. 

## Začetki pesniške kariere
Kot omenjeno prej, so bili nekateri motivi izločeni v izdaji leta 1806. Leta 1807 je izdal Ure brezdelja, ki so bile močno napadene s strani kritikov. V odgovor je Byron spesnil pesnitev Angleški poeti in škotski kritiki, ki je povzročila nemalo razburjenja. Čeprav so nekateri avtorji Byronu zamerili njegove mnogokrat zlobne napade, se biti napaden z Byronovim hladnim peresom kmalu postalo nekaj cenjenega. 
Po njegovi vrnitvi s potovanja je ponovno objavil prva dva speva Romanja grofiča Harolda, ki sta bila sprejeta z odobravanjem. Kot je sam izjavil: »Nekega jutra sem se prebudil in postal slaven.« Svoj uspeh je upravičil z zadnjima spevoma kot tudi s štirimi drugimi: Orientalne pripovedke, Giaour, Abidova nevesta in Lara. V tem času je začel z intimnim življenjem z njegovim bodočim biografom, Thomasom Mooreom. 

## Politična kariera
Byron je zasedel mesto v Odboru lordov leta 1811, kmalu po njegovi vrnitvi iz Mediterana, in prvič govoril 27. februarja 1812. Bil je zagrizen zagovornik socialnih reform, bil je eden redkih zagovornikov luditov, nasprotnikov tehnološkega napredka, ki naj bi privedlo do nezaposlenosti. Te izkušnje so ga spodbodle, da je napisal pesmi Pesem luditom in Interesi gospodarjev. V mnogoterih pesmih je napadel svoje politične nasprotnike.

## Škandali in afere
Byron se je moral umakniti iz Anglije, saj so v takratni družbi oprostili nemoralno življenje le do določene meje, ki jo je prekoračil. 
Eden njegovih zgodnejših škandalov je bilo razmerje z Lady Caroline Lamb, ki ga je Byron končal. Lady Lamb si ni nikoli opomogla. 
Kot otrok je Byron komajda poznal svojo polsestro Augusto Leigh; kasneje je z njo oblikoval tesno navezo, ki so jo imeli za incestno. Posvetil ji je mnogo strastnih pesmi. Augusta, ki se je ločila od svojega moža leta 1811, je namreč 15. aprila 1814 rodila hčerko Elizabeto Medoro Leigh. Byronova vzhičenost nad njenim rojstvom je bila interpretirana kot dokaz, da je njen oče. 
Kasneje je Byron začel dvoriti sestrični lady Caroline, Anne Isabelli Milbanke ("Annabelli"), ki ga je najprej zavrnila, a se kasneje zaročila z njim. Poročila sta se leta 1815, vendar je bil zakon daleč od srečnega. Z njo je ravnal slabo in bil očitno razočaran, ko se mu je namesto sina, ki si ga je želel, rodila hčerka Augusta Ada. Januarja 1816 ga je žena zapustila in vzela hčerko s seboj. Aprila sta se ločila. Krožile so govorice o družinskem nasilju, prešuštvu z igralkami, in sodomiji, ki jih je odkrito podpihovala ljubosumna lady Caroline. 
Po razdoru družine je Byron ponovno zapustil Anglijo, tokrat za vedno. Potoval je preko Belgije in vzdolž Rena, ter se ustalil v Švici ob Ženevskem jezeru. Tam se je spoprijateljil s pesnikom Percyjem Shelleyjem in njegovo bodočo ženo Mary Godwin. Ponovno je srečal tudi Maryjino polsestro Claire Clairmont, s katero je ljubimkal v Londonu. Na začetku ni želel imeti ničesar z njo in je pristal le na dogovor, da sme ostati le, če bosta Shelleyja v bližini. Le-ta sta ga tudi prepričala, da je priznal in skrbel za Allegro, otroka, ki mu ga je rodila leta 1817.
Ob Ženevskem jezeru se je druščina spravila k pisanju fantastičnih zgodb; Mary Shelley je zasnovala svojega Frankensteina in Polidori, Byronov spremljevalec, je dobil zamisel za Vampirja, predhodnika romantičnega vampirskega žanra. Byron je napisal tretji spev Romanja grofiča Harolda. Zimo je preživel v Benetkah, leta 1817 potoval v Rim in se vrnil v Benetke, da je dokončal četrti spev Romanja gospodiča Harolda. V tem času je tudi prodal svoje posestvo v Angliji.

## Byron in Armenci
Med obiskom otoka Svetega Lazarja v Benetkah se je seznanil z armensko kulturo. Naučil se je armenskega jezika in se udeležil mnogo seminarjev o armenskem jeziku in zgodovini. Napisal je priročnika Angleška in armenska slovnica in Armenska in angleška slovnica. Prispeval je k Angleško-armenskemu slovarju in napisal uvod zanj. Prevedel je nekaj armenskih del, med drugim Pavlovo pismo Korinčanom, več poglavij Khorenatsijeve Armenske zgodovine in dele Lambronatsijevih Govorov. Prevedel je nekatere armenske dele Biblije ter navdihnil mnogo armenskih pesnikov. 

## Byron v Italiji in Grčiji
V letih 1821 in 1822 je dokončal speve 6-12 v Pisi, kjer je tudi začel izdajati časopis The Liberal, ki pa ni obstajal dolgo časa. Njegov zadnji italijanski dom je bil v Genovi, kjer je živel do leta 1823, ko se je ponudil v pomoč Grkom v njihovem osvobodilnem gibanju. 16. julija je zapustil Italijo in se odpravil v Kefalonijo v Jonskem otočju. Byron je vložil 4000 funtov lastnega denarja za grško mornarico. Z Mavrokordatosom je načrtoval napad na turško utrdbo v Lepanti v Korintskem zalivu. Byron je sam upravljal s svojo četo kljub pomanjkanju vojaških izkušenj. Vendar je, preden bi lahko odprava odplula, zbolel in običajno zdravljenje s pijavkami je njegovo stanje le poslabšalo. Deloma si je opomogel, a je zgodaj aprila ponovno zbolel, kar je postopek s pijavkami znova poslabšalo. Sprva prehlad je prerasel v vročico, zaradi posledic katere je tudi umrl 19 aprila. 

## Post mortem
Po svoji smrti je postal grški narodni junak, po njem so tudi poimenivali predmestje Aten. Njegovo truplo so balzamirali in pokopali njegovo srce pod drevo v mestu, kjer je umrl. Ostanke njegovega telesa so poslali v Abbey v Anglijo, vendar ga škofija ni želela pokopati. Sedaj je pokopan v cerkvi Svete Madgalene v Nottinghamu. Na lastno željo je Ada, hčer, ki je ni nikoli poznal, pokopana poleg njega. 145 let po njegovi smrti so tudi v Abbey-ju postavili spomenik njemu v spomin. 

## Osebnost
Lord Byron, je imel brez dvoma posebno privlačno osebnost – pravzaprav že skoraj neustavljivo privlačno. Slovel je po svoji neobičajnosti, ekscentričnosti, kontroverznosti in bahaštvu. Doživljal je izbruhe nasilnosti. Posebno je bil navezan na živali, posebno na psa novofundlandca Boatswaina – ko je pes staknil steklino, ga je Byron negoval brez strahu pred ugrizom in boleznijo. Botswain počiva v Newstead Abbey-ju pod nagrobnikom, večjim od gospodarjevega.Napis, Byronov Epitaf psu, je postal eno bolj poznanih del. 
Blizu tega mesta

so shranjeni ostanki tistega,

ki je posedoval lepoto brez puhloglavosti,

moč brez bahaštva,

pogum brez nepremišljenosti

in vse odlike človeka brez njegovih napak.

Ta hvalnica, ki bi bila le laskanje brez pomena,

ako bi bila vrezana nad človeškim pepelom,

je le dodatek k spominu 

BOATSWAINA, PSA,

ki je bil rojen v Novi Fundlandiji maja 1803

in umrl v Newsteadu 18. novembra, 1808.
Byron je imel v času šolanja (Trinity College, Cambridge) v posesti tudi medveda (menda zaradi nestrinjanja s predpisom, ki ni dovoljeval psov – kasneje je celo predlagal medveda za članstvo v bratovščini fakultete). V svojem življenju je skrbel še za lisico, papigo, mačke, orla, krokodila, kanjo, pave, kokoši, egipčanskega žerjava, gosi, dihurja in čapljo.

## Pesniška dela
Njegov veliki ep Don Juan, pesnitev, ki obsega 17 spevov, je ena najpomembnejših dolgih angleških pesmi po Miltonovem Izgubljenem raju. Ta ep črpa globoko iz preteklosti, in čeprav so ga viktorijanci opisovali kot nekako šokantnega, vsebuje prvine svojega lastnega sveta na vseh ravneh: družbeni, politični in ideološki. 
Byroniški junak je oseba, ki nastopa v večini Byronovih del. Učenjaki so zametke zasledili že v Miltonovih delih; vpliv se kaže na mnogih avtorjih in umetnikih romanticizma v 19. stoletju in naprej. Byroniški junak je idealizirana oseba, ki pa ima svoje napake. Byroniški junak:
-	Poseduje veliko talenta
-	prezira družbo in družbene ustanove
-	kaže pomanjkanje spoštovanja do razslojevanja in privilegijev
-	trpi zaradi nesreče v ljubezni zaradi družbenih ovir ali smrti
-	je uporniški
-	je izgnan
-	skriva nelagodno preteklost
-	na koncu ravna samouničujoče.